# Erinnyis crameri
Erinnyis crameri là một loài thuộc họ Sphingidae. Nó sinh sống từ bắc Nam Mỹ, qua Trung Mỹ, và vùng thấp hơn của Hoa Kỳ (Texas và Florida). Sải cánh từ 3 1/4 inch đến 3 3/4s. Ấu trùng ăn nhiều loại cây thuộc họ Apocynaceae.

## Hình ảnh

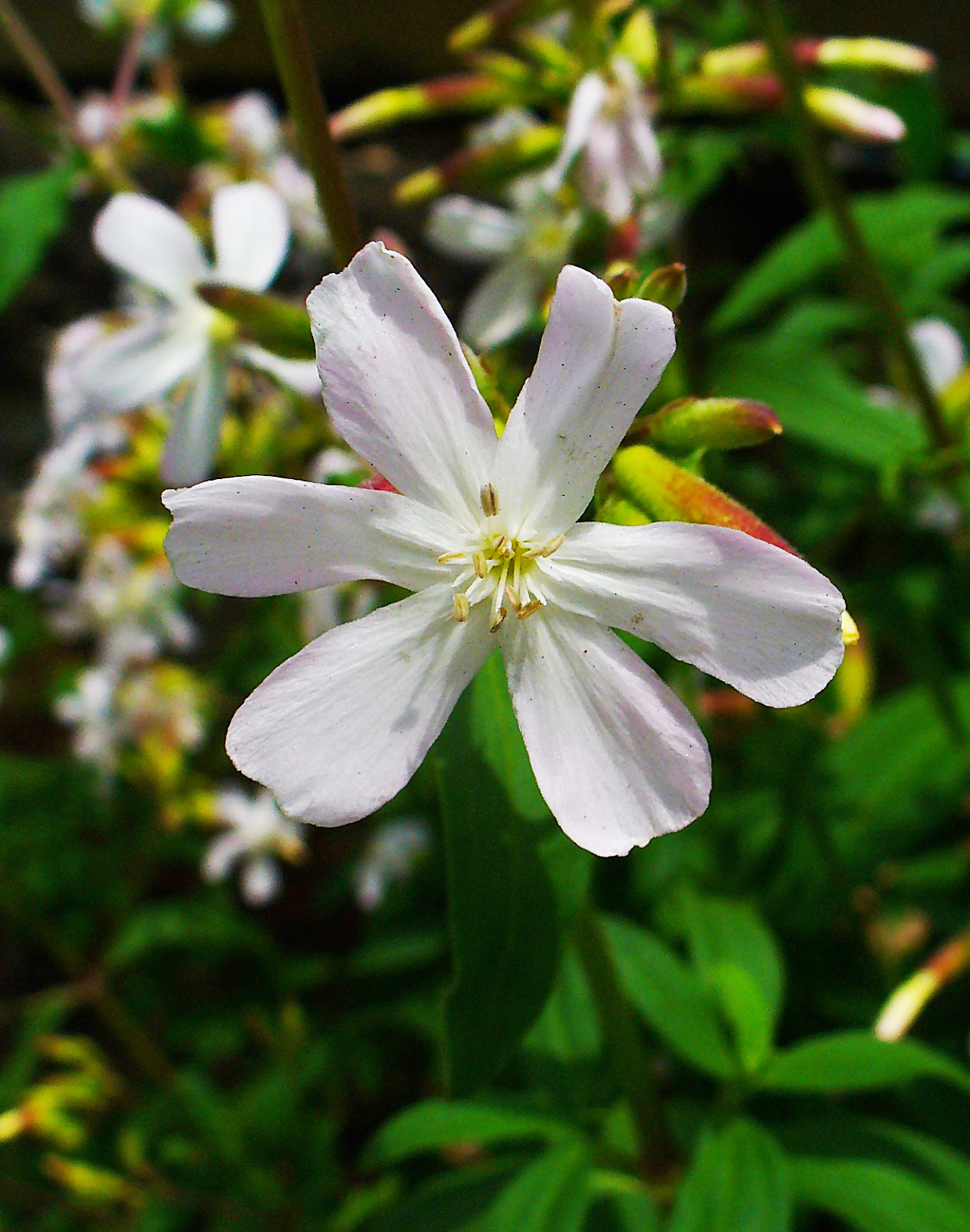

Erinnyis crameri ♂
Erinnyis crameri ♂  △